# バレーボール香港女子代表
バレーボール香港女子代表は、バレーボールの国際大会で編成される香港の女子バレーボールナショナルチームである。ホンコン・チャイナ女子代表と呼称されることもある。

## 歴史
1959年に国際バレーボール連盟へ加盟。

## 過去の成績

### オリンピックの成績
- 出場なし

### 世界選手権の成績
- 出場なし

### アジア選手権の成績
| - 1979年 - 6位 - 1983年 - 8位 - 1987年 - 10位 - 1989年 - 8位 - 1991年 - 11位 - 1993年 - 12位 - 1995年 - 9位 - 1997年 - 9位 - 1999年 - 8位 | - 2001年 - 不出場 - 2003年 - 不出場 - 2005年 - 12位 - 2007年 - 不出場 - 2009年 - 10位 - 2011年 - 不出場 - 2013年 - 13位 - 2015年 - 13位 - 2017年 - 11位 |  |